# 宋尹亨
宋尹亨（藝名：SONG，1995年2月8日—）畢業於首爾韓林藝術高中，主修演藝科。為韓國YG娛樂旗下6人流行音樂男子團體iKON成員，在隊內擔任門面及副唱。原以本名活動，2017年5月起以藝名SONG開始活動。

## 經歷

### 早年及家庭
奶奶、外公和父母在京畿道河南市開烤肉店，有個妹妹。

### 2011年－2015年：練習生時期
2012年4月18日，開始YG娛樂的練習生生活，加入以金三角B.I、金振煥和金知元 (饒舌者)為主的練習室，是繼具俊會後第五個加入iKON組合雛形的成員，與隨後加入的金東赫於每月月末評價舞台皆有顯著進步，團隊組成TEAM B，與TEAM A於2013年5月31日開始錄製YG娛樂所屬男子組合WINNER出道生存賽節目《WIN》。最後人氣投票輸給TEAM A，未能以WINNER 名義出道。因練習時期較其它參賽成員的短，在節目中為掩藏自身缺點而多躲在成員中。
2014年5月7日YG娛樂社長楊賢碩向原TEAM B成員宣布錄製iKON出道生存賽節目《MIX & MATCH》，介紹新成員鄭粲右和鄭鎮馨（정진형）後，宋尹亨是少數壓住負面情緒向新成員釋出善意的成員之一，在訪談中表示：「我也不是原來的成員，作為中間進來的立場來說，能理解（指鄭粲右和鄭鎮馨），會更少的討厭他們吧。」第一次月末評價舞台後，楊賢碩社長宣布再新加入一名練習生梁洪碩（양홍석），並改變規則為原TEAM B成員只確定三名（B.I、Bobby、金振煥）進入iKON，舊成員宋尹亨、具俊會和金東赫則須與新成員們競爭，六個人裡選擇四個淘汰二個，並選出七人成為出道團體iKON的成員。第二次月末評價練習中，宋尹亨和B.I及鄭粲右同組，B.I因同時忙《Show Me The Money 3》和《MIX & MATCH》作曲作詞，分身乏術消失四小時，同隊的宋尹亨對不能幫助到B.I感到抱歉和傷心掉淚，帶著隊友鄭粲右進行大量練習，在該月未評價舞台中第一次得到社長楊賢碩和評審Masta Wu的肯定評價。在Final Match舞台前的最後一次模擬賽，與具俊會和鄭鎮馨同時成為淘汰候補，第一個挑戰清唱但忘詞收場；換鄭鎮馨挑戰清唱時，因緊張而發抖的聲音，在對到宋尹亨友善地笑容和協助打拍子的身體律動後，重新獲得自信感穩住聲音，然而宋尹亨自己第一個遭到淘汰。
11月10日Naver TV Cast公開一個視頻「具俊會和宋尹亨的人品考驗」，在日本粉絲見面會前，B.I、Bobby和金振煥以宋尹亨為對象進行了人品考驗的隱藏攝影機，晚上Bobby找宋尹亨陪同去便利商店，在便利商店前Bobby撞倒陌生男子手上的咖啡灑了其一身，男子生氣的用日語指責Bobby，一旁的宋尹亨立刻向男子道歉，離開現場後向Bobby建議買一個較貴的咖啡給男子，Bobby表示很可怕不敢去，宋尹亨代Bobby拿咖啡給男子並再次道歉，攝影組出現直到男子親自向宋尹亨道歉，宋尹亨才醒悟發生什麼事，然後覺得丟臉逃跑。
2014年11月4日，《MIX & MATCH》全球粉絲投票結果，宋尹亨在日本投票中獲得第一名、在中國獲得第二名，韓國第三名，宣佈為第五位iKON確定成員。

### 2015年－：以iKON出道
2015年9月15日以YG娛樂旗下七人男子團體iKON出道，並發布iKON首張正規專輯《WELCOME BACK》及出道演唱會《SHOWTIME》。

### 2016年：單獨接到廣告代言
在尚未出道前還是練習生的宋尹亨就多次在參加的生存節目上表示自己水嫩唇的祕法就是妮維雅。出道後，也曾在雜誌訪談中提到唇膏對自己來說的重要性，平時就是愛用者的尹亨，在許多飯拍中（演唱會、Fans meeting、舞台上下各種場合）也能看見他時常塗抹的樣子，2016年3月，宋尹亨成功擔任韓國妮維雅唇部護理品牌選為護唇系列的代言人，並於6月代言妮維雅極淨刮鬍泡產品。

### 2017年：新藝名和出演《叢林的法則》
2017年五月，YG娛樂於新單曲《New Kids：Begin》發行前之預告照中公布原本以本名活動之團員，包含宋尹亨之新藝名為[SONG]。
宋尹亨為YG娛樂旗下第一個藝人參加韓國野外挑戰實境綜藝節目《叢林的法則》斐濟篇，9月21日記者招待會上朴美拉(音譯)作家表示：「iKON宋尹亨是最後進行邀請的，因為是YG，不管怎麼說還是經歷了很多困難，但是尹亨作為節目的粉絲很單純，一見面就打開了話匣子，有了要是可以一起去就好了的想法。在百忙之中尹亨也給我們傳來了觀看叢林的法則節目重播時的影片，以及爬樹和做料理的影片。進到叢林後，沒有攝影機跟著也一個人跑來跑去幹活，太努力了，幾乎是想要告訴他有攝影機時再工作的程度。」該篇於9月22日首播，而宋尹亨在偵察途中發現的熔岩橋，以及節目後面和李文植一起的韓式大叔笑話，相關畫面達到了《叢林的法則》該季最高收視率15.7%。宋尹亨把康男獵來的野生雞做了料理，拿出從家裡親手制作的調味料，讓制作組們露出難色，宋尹亨表示有看到蘇門答臘篇金世正使用媽媽準備的調味料（認證其叢林狂飯的身份），以與Apink尹普美合跳PSY的《New Face》向制作組取得調味料使用權。最後，在《叢林的法則》中第一次用一隻雞做出的海鮮雞湯讓所有人都吃的很飽。

## 綜藝節目
僅列出個人參與或有特別個人表演之作品；所屬團體之共同作品，請參閱
| 日期                          | 電視台    | 節目名稱   | 備註                  |
| ----------------------------- | --------- | ---------- | --------------------- |
| 2017年9月22日－2017年11月24日 | SBS       | 叢林的法則 | 斐濟篇                |
| 2019年12月21日－2020年3月7日  | Channel A | 搭飛機去2  | 台灣篇/菲律賓馬尼拉篇 |

## 註解
1. ↑  《MIX & MATCH》第四集宋尹亨提到。
2. ↑  《MIX & MATCH》第一集宋尹亨訪談中提到。
3. ↑  《MIX & MATCH》第四集B.I提到。
4. ↑  《MIX & MATCH》第六集鄭鎮馨訪談中表示：「中間的時候看到了尹亨哥笑著的樣子就有了自信感，在旁邊給我力量的感覺。」

## 外部連結
- 宋尹亨的Instagram帳戶
- YouTube上的SONGCHELIN GUIDE頻道